# Gostinu
Gostinu is een Roemeense gemeente in het district Giurgiu.
Gostinu telt 2260 inwoners.